# Сноу, Эрик
Э́рик Сно́у (англ. Eric Snow; родился 24 апреля 1973 года) — американский баскетболист, выступал за команды Национальной баскетбольной ассоциации «Сиэтл Суперсоникс», «Филадельфия Севенти Сиксерс» и «Кливленд Кавальерс». С каждой из этих команд он по разу играл в финальной серии НБА, ни разу при этом не став чемпионом. Сноу играл на позиции разыгрывающего защитника, не отличался высокой результативностью, но везде ценился за лидерские качества, игру в защите и умение работать для пользы команды. Он был выбран на драфте НБА 1995 года во втором раунде под общим 43-м номером клубом «Милуоки Бакс» и сразу обменян в «Сиэтл». В 2000 году Сноу получил Приз за спортивное поведение НБА, в 2005 году — Приз имени Дж. Уолтера Кеннеди. Он был членом исполнительного комитета Ассоциации игроков НБА в 2003—2009 годах.
После завершения игровой карьеры Сноу перешёл на тренерскую работу. В 2012—2014 годах он работал директором по развитию игроков в баскетбольной команде Южного методистского университета. В 2014—2016 годах работал помощником главного тренера баскетбольной команды Флоридского Атлантического университета.

## Ранние годы
Эрик Сноу родился и вырос в Кантоне, штат Огайо. У него было шесть братьев и сестёр. В детстве Эрик вслед за старшим братом Перси, будущим игроком НФЛ, стал заниматься американским футболом. Перейдя в старшую Кантонскую школу им. Маккинли, Сноу оставил занятия футболом и переключился на баскетбол по двум причинам: во-первых, он стал слишком высоким для футболиста, а во-вторых, не хотел всегда находиться в тени брата, который уже был звездой местного масштаба. В школьные годы Сноу играл в баскетбол на позиции тяжёлого форварда, позднее он стал разыгрывающим защитником.
После окончания школы Эрик вновь вслед за старшим братом поступил в Университет штата Мичиган, где стал игроком университетской баскетбольной команды «Мичиган Стэйт Спартанс» под началом тренера Джада Хиткота. На первом курсе Сноу мало чем выделялся в спортивном плане, игрового времени он получал немного, результативность имел низкую и установил своеобразный антирекорд, не реализовав 20 подряд штрафных бросков. На втором курсе Сноу получил место в стартовой пятёрке «Спартанс», вскоре стал одним из капитанов команды и начал играть всё более заметную роль как плеймейкер. На третьем и четвёртом курсах он сделал за сезон соответственно 213 и 217 передач. Больше него в истории «Спартанс» за сезон делал только Мэджик Джонсон.
По-настоящему раскрылся Сноу лишь на четвёртом курсе, до того и не рассматривая всерьёз возможность добиться успеха в баскетболе. Он сформировал весьма эффективный тандем с атакующим защитником Шоном Респертом, в историю университетской команды они вошли под прозвищем «Огонь и лёд». Респерт набирал много очков, Сноу выделялся результативными передачами и игрой в обороне. В последнем университетском сезоне Эрик набирал в среднем за игру 10,8 очка, делал 7,8 передачи и 1,9 перехвата. Он был признан лучшим оборонительным игроком конференции Big Ten, вошёл во вторую символическую сборную конференции и был назван самым ценным игроком в своей команде.
После четвёртого курса Эрику предлагали остаться в университете ещё на год и играть за команду по американскому футболу, но он предпочёл стать профессиональным баскетболистом.

## НБА

### «Сиэтл Суперсоникс»
На драфте НБА 1995 года Сноу был выбран во втором раунде под общим 43-м номером клубом «Милуоки Бакс». В день драфта «Бакс» обменяли его в «Сиэтл Суперсоникс» на Эурелиуса Жукаускаса и право выбора во втором раунде драфта 1996 года. В стартовый состав «Сиэтла» попасть он не мог, поскольку на позиции разыгрывающего защитника в команде играл звёздный игрок Гэри Пэйтон, его сменщиком был ветеран Нейт Макмиллан. Задача, которую руководство команды ставило перед Сноу — адаптироваться к НБА и страховать основных защитников в случае травмы. Самого Эрика его роль в команде устраивала. Тот период он вспоминал так: «Я был рад уже тому, что просто попал в НБА». Понимая, что у «Соникс» большая конкуренция на его позиции, Сноу рассматривал её тем не менее не как препятствие в карьере, а как шанс: «Я пришёл, чтобы слушать и учиться». С главным тренером Джорджем Карлом у Сноу сложились хорошие отношения. Карл впоследствии отмечал, что Эрик больше всех выкладывался на тренировках и был одним из лучших в лиге по игре в защите.
В регулярном сезоне 1995/1996 Сноу сыграл 43 матча, хотя лишь один раз ему довелось выйти в стартовой пятёрке — когда Пэйтон был дисквалифицирован, а Макмиллан травмирован. Эрик начал с первых минут матч с «Даллас Маверикс» и отметился в нём 13 результативными передачами. В целом же игрового времени новичку доставалось немного — 9 минут за игру в регулярном сезоне и 2,5 минуты в плей-офф. В 1996 году «Суперсоникс» в последний раз в своей истории вышли в финал НБА, где встретились с «Чикаго Буллз» Майкла Джордана. Сноу выходил на площадку во всех шести матчах финальной серии, но никакого заметного влияния на ход противостояния не оказал. «Буллз» со счётом 4:2 выиграли серию, а с ней и чемпионский титул.
В сезоне 1996/1997 Сноу получил больше возможностей проявить себя, поскольку Макмиллана преследовали травмы. Эрик принял участие в 67 матчах и получил вдвое больше игрового времени по сравнению с дебютным сезоном. В серии плей-офф он играл важную роль в семиматчевом противостоянии с «Хьюстон Рокетс» в полуфинале Западной конференции. «Хьюстон» в итоге одержал победу. Тренеру Джорджу Карлу хотелось видеть более опытного игрока в роли сменщика Пэйтона, и в октябре 1997 года клуб подписал контракт с разыгрывающим Грегом Энтони. Сноу снова стал третьим игроком в ротации на своей позиции, а с возвращением Макмиллана после травмы оказался лишь четвёртым и почти перестал получать игровое время.
Необходимость сменить команду для Сноу стала очевидна. Сам он жалел, что покидает «Сиэтл», но считал необходимым после трёх лет в НБА иметь стабильную игровую практику. 18 января 1998 года «Суперсоникс» обменяли Сноу в клуб «Филадельфия Севенти Сиксерс» на право выбора во втором раунде драфта 1998 года.

### «Филадельфия Севенти Сиксерс»
Оказавшись в «Филадельфии», Сноу получил больше игрового времени и более заметную роль. Главный тренер клуба Ларри Браун по достоинству оценил умение Эрика играть в защите и с начала сезона 1998/1999 перевёл его в стартовую пятёрку. Сноу составил пару защитников с Алленом Айверсоном. Впоследствии Айверсон вспоминал, что ему повезло играть рядом со Сноу, поскольку благодаря их партнёрству он мог меньше сил тратить на защиту и больше сосредотачиваться на игре в нападении. Сам Сноу в январе 1999 года так обозначил свою роль в команде: «Я понимаю свою работу. Я — превосходное дополнение к [Айверсону]. Его сила — это моя слабость. Он — атакующий игрок. Я — оборонительный игрок. Он быстрый. Я сильный. Он набирает очки. Я не даю их набирать. И таким образом мы дополняем друг друга».
В 2000 году Сноу был удостоен приза НБА за спортивное поведение. На голосовании спортивных журналистов он набрал 45 голосов из 121 возможного. Денежную премию в размере 25 тыс. долларов, которая прилагалась к награде, Сноу поровну разделил между средней школой Хартфорда в Кантоне, где он сам учился, и старшей школой Саймона Гратца в Филадельфии, где учился его товарищ по команде Аарон Макки.
Успешный для «Филадельфии» сезон 2000/2001 Сноу начал на высоком уровне. В первых 18 матчах он набирал в среднем 12,2 очка, делал 6,6 передачи и 4,1 подбора. Однако 6 декабря 2000 года, на следующий день после матча с «Лейкерс», в котором Эрик провёл на площадке 40 минут, у него обнаружился перелом правой лодыжки. Травма потребовала операции, после которой Сноу пропустил 32 матча регулярного чемпионата. Это была первая серьёзная травма в его карьере. Пока Эрик восстанавливался, «Севенти Сиксерс» справлялись без него неплохо, а с его возвращением и приходом в команду центрового Дикембе Мутомбо дела у «Филадельфии» пошли ещё лучше. «Филадельфия» заняла первое место среди команд Атлантического дивизиона и была посеяна под первым номером в плей-офф Восточной конференции. Обыграв в первом и втором раунде плей-офф «Индиану» и «Торонто», «Филадельфия» встретилась в финале Восточной конференции с «Милуоки Бакс». В этой серии Сноу стал одним из главных героев своей команды. Перед пятой игрой серии, когда счёт был равным — 2:2, у него обнаружился очередной перелом той же лодыжки, но уже в другом месте. Тем не менее он вышел с травмой на игру и набрал в ней 18 очков, забросив два важных мяча в последние минуты встречи, что позволило «Севенти Сиксерс» выиграть матч и повести в серии.
К финальной серии НБА 2001 года против «Лос-Анджелес Лейкерс» «Филадельфия» подошла с большим числом травм среди игроков. Сноу играл с перелом лодыжки, Айверсон по ходу плей-офф получил множество ударов и ушибов, Дикембе Мутомбо играл со сломанным пальцем, травмы были у Мэтта Гейгера, Аарона Макки и Джорджа Линча. Когда журналисты стали оправдывать неудачную игру «Севенти Сиксерс» большими проблемами со здоровьем у игроков, Сноу обратился к прессе с заявлением: «Мы не оправдываемся. Вы все это обсуждаете и пишите об этом, но мы никогда об этом не говорили. Мы просто выходим и каждую ночь из последних сил играем. Не важно, испытываем ли мы боль. Мы просто должны делать это, чего бы это не стоило». Впрочем, серия для «Филадельфии» началась с победы. В первой игре Сноу точным броском в концовке четвёртой четверти сравнял счёт и перевёл игру в овертайм, в котором «Севенти Сиксерс» оказались сильнее. Но дальше «Лейкерс» набрали ход и одержали четыре победы подряд, выиграв серию и чемпионат. В 2002 году лидер «Лейкерс» Коби Брайант заявил, что Сноу был самым неуступчивым защитником, против которого ему доводилось играть.
После поражения в финале 2001 года Сноу оставался ключевым игроком «Филадельфии» на протяжении ещё трёх лет. За это время команда ещё дважды выходила в плей-офф, но дальше второго раунда пройти не сумела. В 2003 году ушёл с должности главного тренера Ларри Браун. В сезоне 2003/2004 «Севенти Сиксерс» тренировал бывший помощник Брауна, Рэнди Айерс, не сумевший вывести команду в плей-офф. Пришедший летом 2004 года на должность тренера Джим О’Брайен хотел видеть на позиции разыгрывающего защитника игрока, более нацеленного на атаку, способного бросать трёхочковые и участвовать в быстрых прорывах. Сноу в такую схему не вписывался. В июле 2004 года, после шести сезонов, проведённых Эриком в команде, «Филадельфия» обменяла его в «Кливленд Кавальерс» на Кевина Олли и Кендрика Брауна.

### «Кливленд Кавальерс»
В «Кливленде» Сноу оказался в возрасте 31 года. Состав команды переживал масштабные перестроения вокруг её нового лидера Леброна Джеймса, для которого сезон 2004/2005 был лишь вторым в НБА. Сначала Сноу был сменщиком основного разыгрывающего Джеффа Макинниса, а после его ухода из команды в 2005 году стал играть в стартовой пятёрке. Впрочем, позиция разыгрывающего в «Кливленде» в этот период считалась проблемной, и каждое межсезонье руководство команды искало возможности для усиления. За четыре сезона, которые Сноу провёл в «Кавальерс», его конкурентами на позиции разыгрывающего были Макиннис, Майк Уилкс, Деймон Джонс, Дэниел Гибсон, Делонте Уэст и иногда игравший первого номера номинальный атакующий защитник Ларри Хьюз. Тем не менее, в своих первых трёх сезонах в «Кливленде» Сноу играл регулярно, пропустив лишь одну игру, а в сезоне 2005/2006 и вовсе был стабильным игроком стартовой пятёрки. Статистическими показателями он вновь не выделялся, в среднем за игру набирая около 5 очков и делая 5 передач.
На всём протяжении сезона 2004/2005, ставшего для Сноу первым в составе «Кавальерс», Эрик проводил благотворительную акцию. За каждую сделанную им передачу или перехват он жертвовал 20 долларов на нужды кливлендских некоммерческих организаций. Всего он таким образом пожертвовал 7680 долларов за сезон. Также он организовывал баскетбольные соревнования для пар отцов и сыновей, в которых сам участвовал вместе со своим сыном Эриком Джавоном, и собрал 700 игрушек для детской больницы. Все эти действия принесли Сноу в 2005 году приз имени Дж. Уолтера Кеннеди, которым Ассоциация баскетбольных журналистов ежегодно награждает игрока НБА, наиболее отличившегося в общественной и благотворительной деятельности. В спортивном плане сезон для «Кавальерс» и Сноу прошёл неудачно. Команда после хорошего старта сезона не попала в плей-офф, а Сноу в декабре 2004 года отметился перепалкой с главным тренером Полом Сайласом во время матча с «Детройтом». Эрику не понравилось, что тренер заменил его после потери мяча, и он накричал на Сайласа. За этот поступок Сноу был снят с игры и дисквалифицирован клубом на один матч без оплаты.
На всём протяжении сезона 2005/2006 Эрик Сноу был основным разыгрывающим «Кавальерс», став единственным игроком команды, выходившим в стартовой пятёрке на все 82 матча регулярного сезона. По итогам сезона он занял 11-е место в НБА по соотношению передач к потерям (2,98 к 1). Кливлендский клуб занял четвёртое место в Восточной конференции и впервые с 1998 года вышел в плей-офф. В первом раунде «Кавальерс» встречались с клубом «Вашингтон Уизардс» и одержали победу в серии со счётом 4:2. В полуфинальной серии Восточной конференции «Кливленду» противостоял опытный коллектив «Детройт Пистонс» — чемпионы 2004 года и финалисты 2005 года. После двух поражений на старте серии «Кавальерс» сумели выиграть три следующие игры. Однако в оставшихся двух матчах «Пистонс» оказались сильнее.
В сезоне 2006/2007 роль Сноу в «Кавальерс» значительно изменилась. Вместо полезного диспетчера и оборонительного игрока он в большей степени стал опытным наставником для молодых игроков, таких как Леброн Джеймс и подававший надежды разыгрывающий Дэниел Гибсон. В том сезоне «Кливленд» сумел выйти в финал НБА, где встретился с «Сан-Антонио Спёрс». Для 34-летнего Сноу это был третий и последний финал в карьере. Он проводил его в качестве резервного разыгрывающего, уступив место в стартовой пятёрке Ларри Хьюзу. В первой игре финальной серии Сноу провёл на площадке всего 14 секунд, в последующих трёх играл больше, но никакого заметного влияния на ход противостояния не оказал. «Спёрс» без проблем выиграли серию со счётом 4:0.
Летом 2007 года у Сноу начались проблемы с левым коленом, перед началом сезона 2007/2008 ему была сделана операция. Бо́льшую часть сезона Эрик пропустил, приняв участие лишь в 22 матчах. Из-за обострения травмы в марте 2008 года он вновь выбыл из строя на длительный срок и не сыграл в плей-офф. В мае агент Сноу, Стив Кауфманн, сообщил прессе, что клуб «Чикаго Буллз» рассматривает его клиента, формально ещё являющегося действующим игроком, в качестве кандидата на должность главного тренера. Также сообщалось о готовности Ларри Брауна, в то время тренера «Шарлотт Бобкэтс», взять Эрика в свой штаб на должность помощника.
Однако в это время Сноу на тренерскую работу ещё не перешёл. В межсезонье выяснилось, что травма колена куда более серьёзная, из-за неё Эрик пропустил весь сезон 2008/2009 и в итоге вынужден был завершить игровую карьеру. В течение сезона Сноу работал аналитиком на трансляциях NBA TV, а также неофициально выполнял функции помощника тренера Майка Брауна. 5 апреля 2009 года руководство «Кливленд Кавальерс» официально исключило его из состава по медицинским причинам. Частично расходы на выплаты оставшейся по контракту Эрика зарплаты в размере 7 млн долларов были покрыты за счёт страховки. Тренер Майк Браун отметил, что Сноу многое сделал для «Кавальерс».

## После завершения игровой карьеры
После завершения игровой карьеры Сноу несколько лет оставался в НБА в качестве комментатора на играх «Филадельфии», аналитика на NBA TV и филадельфийском кабельном канале Comcast Sports Network. В 2009—2012 годах он управлял фондом Eric Snow Sports, который занимался организацией детских спортивных турниров, лагерей и других мероприятий, работал с командами Любительского спортивного союза. В 2010 году Сноу опубликовал книгу «Leading High Performers», в которой рассказал о своём жизненном опыте и поделился советами о том, как быть лидером в спорте и в жизни.
В 2012 году Сноу вошёл в тренерский штаб своего бывшего наставника Ларри Брауна в баскетбольной команде Южного методистского университета (ЮМУ). Эрик занимал должность директора по развитию игроков. С Брауном у него сложились хорошие отношения, сам тренер называл Сноу членом семьи. За те два года, что Сноу работал в ЮМУ, команда добилась существенного прогресса, вошла в число 25 лучших университетских команд США и в число семи лучших по игре в обороне. В 2014 году баскетболисты ЮМУ впервые играли в финале Национального пригласительного турнира, но уступили команде «Миннесота Голден Гоферс».
В мае 2014 года Сноу был назначен старшим помощником Майкла Карри, нового главного тренера баскетбольной команды Флоридского атлантического университета (ФАУ). За те два года, что он проработал в ФАУ, университетская баскетбольная команда «Флорида Атлантик Оулс» одержала 17 побед и потерпела 45 поражений. Сезон 2015/2016 стал для команды худшим за последние восемь лет. В марте 2016 года университет объявил, что Сноу принял решение уйти с должности помощника тренера.

## Стиль игры
Основной позицией Эрика Сноу на протяжении всей его карьеры была позиция разыгрывающего защитника, в редких случаях он играл на позиции атакующего защитника. Сноу редко сам бросал по кольцу, чаще снабжая партнёров передачами. Для эффективной игры в качестве атакующего игрока ему недоставало скорости и точности. В среднем за игру за всю профессиональную карьеру Сноу набирал около 6,8 очка, с игры в кольцо попадало около 42 % его бросков, с трёхочковой дистанции он реализовывал лишь 20 % бросков. В то же время во время выступлений за «Филадельфию» Сноу входил в десятку лучших пасующих защитников лиги, отдавая около 7,6 передачи за игру. При этом он меньше среднестатистического разыгрывающего владел мячом, поскольку часто делился им с лидером команды, Алленом Айверсоном.
Сильной стороной Сноу всегда была игра в обороне. В начале 2000-х годов он считался одним из лучших специалистов по персональной опеке среди разыгрывающих защитников. Тренер Ларри Браун утверждал, что Сноу может эффективно защищаться против любого соперника. После завершения финальной серии 2001 года Коби Брайант заявил, что Сноу был самым неуступчивым защитником, против которого ему доводилось играть. Брайант назвал Сноу умным соперником, который хорошо понимает игру и знает её хитрости. Сноу был сильным и выносливым игроком. Исключая несколько сезонов, когда он получал серьёзные травмы, Эрик играл почти во всех играх своих команд. В финальной серии 2001 года он играл со сломанной лодыжкой и просил журналистов не делать его команде скидок из-за обилия травм.
Сноу всегда отличали лидерские качества, после завершения карьеры он даже написал книгу о том, что значит быть настоящим лидером. В «Мичиган Стэйт Спартанс» и «Кливленд Кавальерс» он был одним из капитанов команды. Как выдающегося лидера его характеризовали бывший партнёр по «Филадельфии» Аллен Айверсон и соперник из «Лейкерс» Шакил О’Нил. Сноу был членом исполнительного комитета Ассоциации игроков НБА. В 2000 году он был удостоен приза НБА за спортивное поведение, в 2005 году получил приз имени Дж. Уолтера Кеннеди за благотворительную и общественную деятельность.

## Личная жизнь
Эрик Сноу двенадцать лет состоял в браке с Дешоной Сноу, они начали встречаться ещё в колледже, поженились в конце 1990-х годов. У них родилось трое сыновей — Эрик Джавон, Дариус Майкл и Джаррен Кристофер. Дешона Сноу была участницей реалити-шоу «Отчаянные домохозяйки Атланты». Сам Эрик также появлялся в нескольких эпизодах шоу. В 2010 году Эрик развёлся с женой и стал жить с Мариселой Альварадо, которая родила от него дочь Аву Марию. Позднее Сноу женился на женщине по имени Керри, у них трое сыновей: Ноа, Грейсон и Брайден.

## Статистика

### Статистика в НБА
| Сезон   | Команда     | Регулярный сезон | Регулярный сезон          | Регулярный сезон         | Регулярный сезон         | Регулярный сезон                      | Регулярный сезон                   | Регулярный сезон            | Регулярный сезон           | Регулярный сезон              | Регулярный сезон              | Регулярный сезон         | Серия плей-офф  | Серия плей-офф            | Серия плей-офф           | Серия плей-офф           | Серия плей-офф                        | Серия плей-офф                     | Серия плей-офф              | Серия плей-офф             | Серия плей-офф                | Серия плей-офф                | Серия плей-офф           |
| Сезон   | Команда     | Сыгранные матчи  | Матчи в стартовой пятёрке | Количество минут за игру | Процент попаданий с игры | Процент попадания трёхочковых бросков | Процент попадания штрафных бросков | Количество подборов за игру | Количество передач за игру | Количество перехватов за игру | Количество блок-шотов за игру | Количество очков за игру | Сыгранные матчи | Матчи в стартовой пятёрке | Количество минут за игру | Процент попаданий с игры | Процент попадания трёхочковых бросков | Процент попадания штрафных бросков | Количество подборов за игру | Количество передач за игру | Количество перехватов за игру | Количество блок-шотов за игру | Количество очков за игру |
| ------- | ----------- | ---------------- | ------------------------- | ------------------------ | ------------------------ | ------------------------------------- | ---------------------------------- | --------------------------- | -------------------------- | ----------------------------- | ----------------------------- | ------------------------ | --------------- | ------------------------- | ------------------------ | ------------------------ | ------------------------------------- | ---------------------------------- | --------------------------- | -------------------------- | ----------------------------- | ----------------------------- | ------------------------ |
| 1995/96 | Сиэтл       | 43               | 1                         | 9,0                      | 42,0                     | 20,0                                  | 59,2                               | 1,0                         | 1,7                        | 0,7                           | 0,0                           | 2,7                      | 10              | 0                         | 2,4                      | 14,3                     | 0,0                                   | -                                  | 0,4                         | 0,6                        | 0,2                           | 0,0                           | 0,2                      |
| 1996/97 | Сиэтл       | 67               | 0                         | 11,6                     | 45,1                     | 26,7                                  | 71,2                               | 1,0                         | 2,4                        | 0,6                           | 0,0                           | 3,0                      | 8               | 0                         | 6,0                      | 45,5                     | 50,0                                  | 50,0                               | 0,3                         | 1,5                        | 0,5                           | 0,0                           | 1,6                      |
| 1997/98 | Сиэтл       | 17               | 0                         | 4,4                      | 43,5                     | 0,0                                   | 50,0                               | 0,2                         | 0,8                        | 0,0                           | 0,1                           | 1,5                      | Не участвовал   | Не участвовал             | Не участвовал            | Не участвовал            | Не участвовал                         | Не участвовал                      | Не участвовал               | Не участвовал              | Не участвовал                 | Не участвовал                 | Не участвовал            |
| 1997/98 | Филадельфия | 47               | 0                         | 18,0                     | 42,9                     | 12,5                                  | 72,1                               | 1,6                         | 3,5                        | 1,3                           | 0,1                           | 3,9                      | Не участвовал   | Не участвовал             | Не участвовал            | Не участвовал            | Не участвовал                         | Не участвовал                      | Не участвовал               | Не участвовал              | Не участвовал                 | Не участвовал                 | Не участвовал            |
| 1998/99 | Филадельфия | 48               | 48                        | 35,8                     | 42,8                     | 23,8                                  | 73,3                               | 3,4                         | 6,3                        | 2,1                           | 0,0                           | 8,6                      | 8               | 8                         | 38,3                     | 42,0                     | 23,1                                  | 81,5                               | 4,1                         | 7,1                        | 1,0                           | 0,1                           | 12,4                     |
| 1999/00 | Филадельфия | 82               | 80                        | 35,0                     | 43,0                     | 24,4                                  | 71,2                               | 3,2                         | 7,6                        | 1,7                           | 0,1                           | 7,9                      | 5               | 4                         | 27,6                     | 48,4                     | 75,0                                  | 100,0                              | 2,0                         | 7,0                        | 0,8                           | 0,2                           | 7,4                      |
| 2000/01 | Филадельфия | 50               | 50                        | 34,8                     | 41,8                     | 26,3                                  | 79,2                               | 3,3                         | 7,4                        | 1,5                           | 0,1                           | 9,8                      | 23              | 9                         | 31,1                     | 41,4                     | 0,0                                   | 72,7                               | 3,7                         | 4,5                        | 1,2                           | 0,1                           | 9,3                      |
| 2001/02 | Филадельфия | 61               | 61                        | 36,5                     | 44,2                     | 11,1                                  | 80,6                               | 3,5                         | 6,6                        | 1,6                           | 0,1                           | 12,1                     | 5               | 5                         | 34,2                     | 32,1                     | 16,7                                  | 77,3                               | 4,4                         | 5,4                        | 1,2                           | 0,0                           | 10,8                     |
| 2002/03 | Филадельфия | 82               | 82                        | 37,9                     | 45,2                     | 21,9                                  | 85,8                               | 3,7                         | 6,6                        | 1,6                           | 0,1                           | 12,9                     | 12              | 12                        | 34,6                     | 42,2                     | 10,0                                  | 87,9                               | 3,3                         | 5,6                        | 1,5                           | 0,0                           | 11,5                     |
| 2003/04 | Филадельфия | 82               | 82                        | 36,2                     | 41,3                     | 11,1                                  | 79,7                               | 3,4                         | 6,9                        | 1,2                           | 0,1                           | 10,3                     | Не участвовал   | Не участвовал             | Не участвовал            | Не участвовал            | Не участвовал                         | Не участвовал                      | Не участвовал               | Не участвовал              | Не участвовал                 | Не участвовал                 | Не участвовал            |
| 2004/05 | Кливленд    | 81               | 15                        | 22,8                     | 38,2                     | 28,9                                  | 73,8                               | 1,9                         | 3,9                        | 0,8                           | 0,2                           | 4,0                      | Не участвовал   | Не участвовал             | Не участвовал            | Не участвовал            | Не участвовал                         | Не участвовал                      | Не участвовал               | Не участвовал              | Не участвовал                 | Не участвовал                 | Не участвовал            |
| 2005/06 | Кливленд    | 82               | 82                        | 28,7                     | 40,9                     | 10,0                                  | 68,8                               | 2,4                         | 4,2                        | 0,9                           | 0,2                           | 4,8                      | 13              | 13                        | 31,4                     | 42,1                     | 0,0                                   | 75,9                               | 3,3                         | 2,8                        | 0,8                           | 0,2                           | 6,6                      |
| 2006/07 | Кливленд    | 82               | 45                        | 23,5                     | 41,7                     | 0,0                                   | 63,7                               | 2,3                         | 4,0                        | 0,7                           | 0,2                           | 4,2                      | 19              | 0                         | 12,8                     | 31,6                     | 0,0                                   | 57,1                               | 1,5                         | 1,5                        | 0,6                           | 0,1                           | 1,7                      |
| 2007/08 | Кливленд    | 22               | 5                         | 13,9                     | 15,8                     | 0,0                                   | 45,5                               | 0,9                         | 1,9                        | 0,5                           | 0,2                           | 1,0                      | Не участвовал   | Не участвовал             | Не участвовал            | Не участвовал            | Не участвовал                         | Не участвовал                      | Не участвовал               | Не участвовал              | Не участвовал                 | Не участвовал                 | Не участвовал            |
|         | Всего       | 846              | 551                       | 27,3                     | 42,4                     | 20,8                                  | 76,3                               | 2,5                         | 5,0                        | 1,2                           | 0,1                           | 6,8                      | 103             | 51                        | 24,0                     | 40,4                     | 20,0                                  | 78,2                               | 2,6                         | 3,6                        | 0,9                           | 0,1                           | 6,6                      |